# Gunnborga

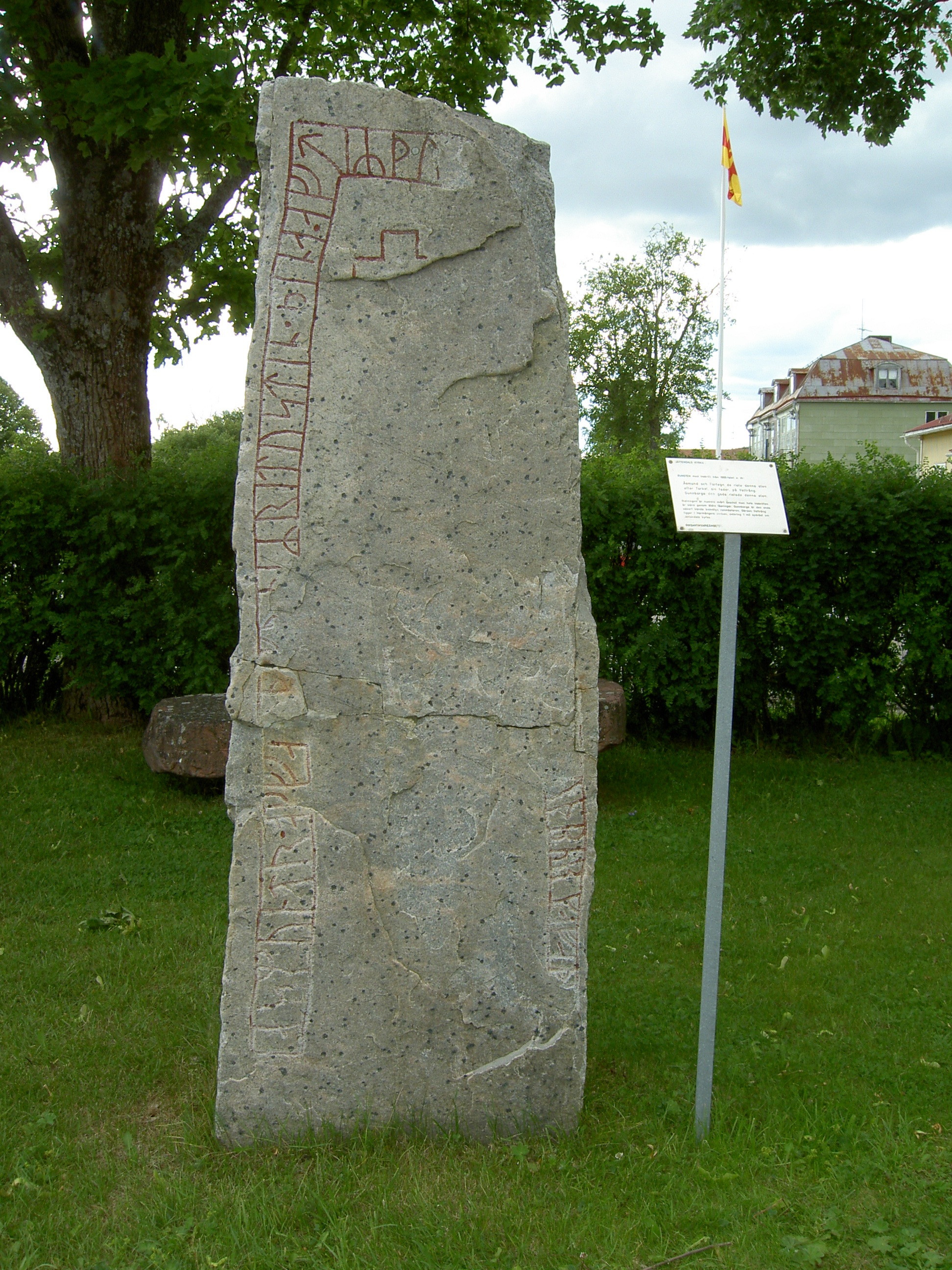
Inscripción rúnica de Hälsingland 21.

Gunnborga también Gunnborga la Buena, fue una erilaz o grabadora de runas de Suecia en el siglo XI. Es una de las mujeres confirmada históricamente como maestro cantero de la Era vikinga. Se le imputa la inscripción rúnica de Hälsingland 21.